# Саймонс, Иан
Иан Роберт Саймонс (англ. Ian Robert Symons, 14 мая 1980, Чинхойи, Зимбабве) — южноафриканский хоккеист (хоккей на траве), полевой игрок. 

## Биография
Иан Саймонс родился 14 мая 1980 года в зимбабвийском городе Чинхойи.
Играл в хоккей на траве за Северо-Западный университет из Почефструма.
В 2004 году вошёл в состав сборной ЮАР по хоккею на траве на летних Олимпийских играх в Афинах, занявшей 10-е место. Играл в поле, провёл 7 матчей, забил 1 мяч в ворота сборной Нидерландов.
В 2005 году играл в Вызове чемпионов, который проходил в Александрии. Южноафриканцы заняли 5-е место, Саймонс забил 6 мячей и оказался самым результативным в команде.
В 2006 году на чемпионате мира в Мёнхенгладбахе, где южноафриканцы заняли последнее, 12-е место, Саймонс стал лучшим снайпером команды, забив 4 мяча. В том же году играл за сборную ЮАР на хоккейном турнире Игр Содружества в Мельбурне, где южноафриканцы стали восьмыми.
В 2008 году вошёл в состав сборной ЮАР по хоккею на траве на летних Олимпийских играх в Пекине, занявшей 12-е место. Играл в поле, провёл 6 матчей, забил 1 мяч в ворота сборной Китая.